# Строги стил
Такозвани строги стил, у уметности старе Грчке, траје током прве половине V в. п. н. е. Крајем VI в. п. н. е. развијају се полиси и демократија а долази и до успона и у уметности. VI и V в. п. н. е. представљају доба развоја филозофије, драмских уметности и књижевности. Уметници овог доба су: Хагеладес, Критијас и Таламис. 
Нестаје «архајски осмех”, коришћен у архаици чија је сврха била да се удахне живот скулптури. Сада такав начин „оживљавања“ није неопходан јер су уметници савладали органски склоп људског тела. Први пут у историји скулптура заиста стоји применом контрапоста. Живот прожима целу фигуру, а на лицу се јавља замишљен израз.
Губи се фронталност и симетрија, има више фантазија. Драперија није више тако крута, а глава добија лак покрет. Све ове особине су карактеристичне за рану фазу класичног стила илити строгог стила. Велике слободно постављене статуе у покрету најважније су остварење строгог стила. 

Дела:
- Критијев младић, 480. п. н. е., мермер, први пут примењен контрапост
- Аурига (возар), 470. п. н. е., бронза
- Два забата са Зевсовог храма у Олимпији, 460. п. н. е.
- Посејдон, 460 - 450. п. н. е., бронза, најлепша статуа у покрету, прелаз ка класици